# Лангурский заказник
Лангурский зоологический охотничий заказник — государственный заказник площадью 16 тысяч гектаров в Серовском районе Свердловской области.
Заказник организован 29 декабря 1980 года для сохранения и повышения численности охотничьих ресурсов. К природному комплексу заказника относятся лось, медведь, бобр, куница, ондатра, рысь, колонок, глухарь, тетерев и др.